# Apanteles mamitus
Apanteles mamitus är en stekelart som beskrevs av Nixon 1965. Apanteles mamitus ingår i släktet Apanteles och familjen bracksteklar. Inga underarter finns listade i Catalogue of Life.